# Contea di Saguache
La contea di Saguache in inglese Saguache County è una contea dello Stato del Colorado, negli Stati Uniti. La popolazione al censimento del 2000 era di 5 917 abitanti. Il capoluogo di contea è Saguache

## Città e comuni
- Bonanza
- Center
- Crestone
- Moffat
- Saguache